# Church of Our Lady Lily of the Valley (Tempe, Grenada)
Die Church of Our Lady Lily of the Valley ist eine römisch-katholische Kirche in Tempe im Parish Saint George im Inselstaat Grenada.
Die Kirche gehört zum Bistum Saint George’s in Grenada (Dioecesis Sancti Georgii). Sie ist der Lady Lily of the Valley geweiht.